# شميطة (الرقة)
شميطة قرية سورية تتبع ناحية مركز تل ابيض في منطقة تل أبيض في محافظة الرقة. بلغ عدد سكانها 238 نسمة في عام 2004 حسب إحصاء المكتب المركزي للإحصاء.